# Soeiro Pais Correia
Soeiro Pais Correia (1150 —?) foi um nobre medieval  português e o primeiro senhor da Honra de Fralães e do Solar de Fralães documentado no século XII.

## Relações familiares
Foi filho de Paio Ramiro (1125 —?) e de uma senhora cujo nome a história desconhece. casou com D. Urraca Oeriz Guedeão (c. 1070 -?), filha de Oer Guedaz Guedeão (1040 -?) e de Aragunte Gomes (1050 -?), de quem teve :
1. Paio Soares Correia (1175 —?) casado por duas vezes, a primeira com D. Gotinha Godiz, filha de D. Godinho Fafes de Lanhoso e de Ouroana Mendes de Riba Douro e a segunda com D. Maria Gomes da Silva, filha de D. Gomes Pais da Silva (1120 -?) e de Urraca Nunes Velho (1130 -?).
2. Gontrade Soares casada com Paio Ramires filho de Ramiro Aires e de Teresa Pires.